# Castiltierra
Castiltierra ist eine spanische Ortschaft in der Gemeinde Fresno de Cantespino in der Provinz Segovia.
Die Ortschaft ist bekannt für die Nähe einer Nekropole aus der Westgotenzeit, die im Zweiten Weltkrieg durch NS-Archäologen geplündert wurde.

## Geschichte

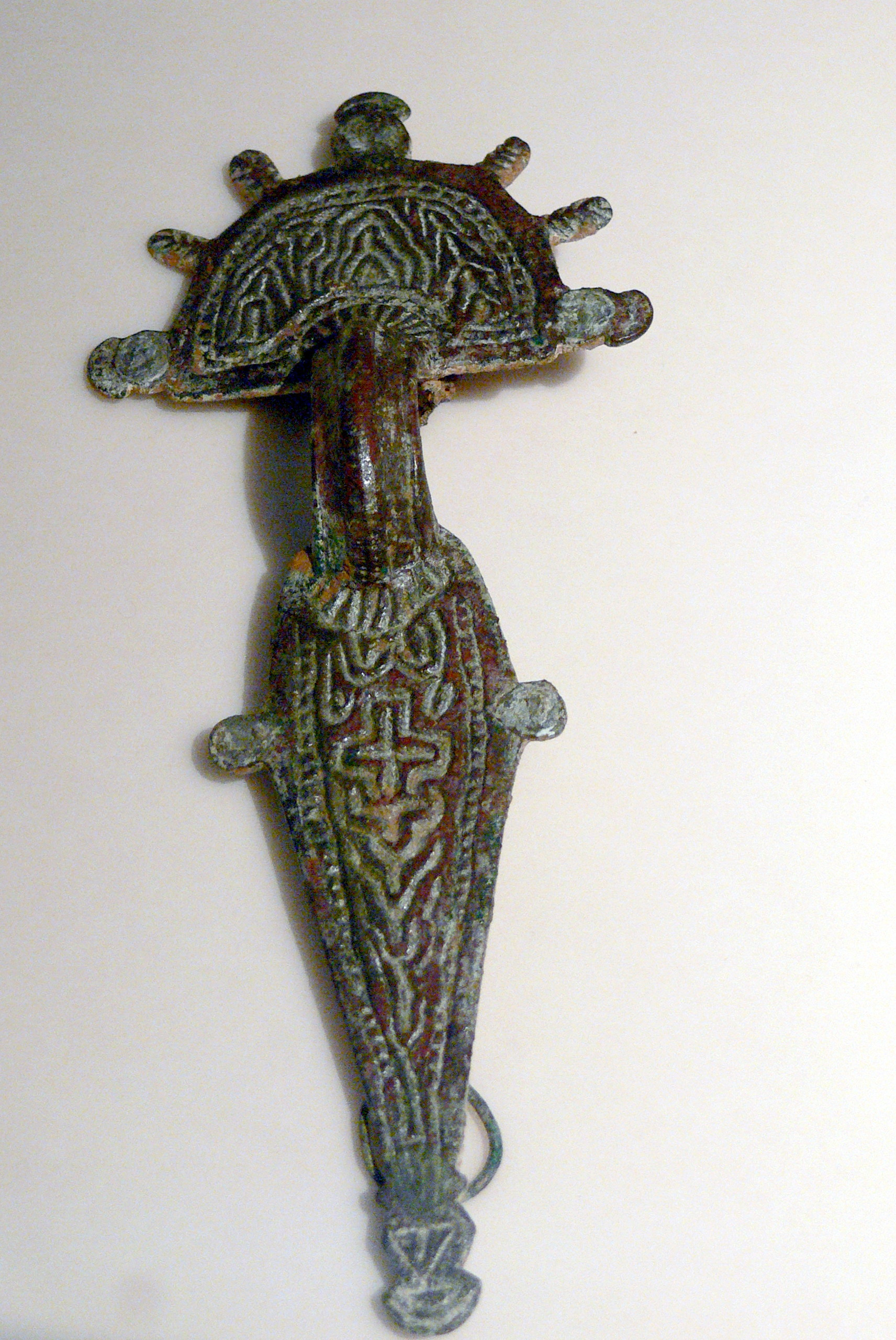
Fibel von Castiltierra, 6. Jahrhundert, Germanisches Nationalmuseum

Im Jahr 1247 wird es als Castiel de Tierra erwähnt; Bereits im 16. Jahrhundert wurde es in seiner heutigen Form benannt.
In der Nähe befindet sich Las Milaneras, ein antikes römisches Lager. Es gibt auch Hinweise auf römische Präsenz in der nahegelegenen Ortschaft Riaguas de San Bartolomé.
Im Jahr 1864 beantragten die Einwohner beim Zivilgouverneur, Fresno abzutrennen und der Gemeinde Cascajares zuzuordnen, ein Antrag, der abgelehnt wurde.

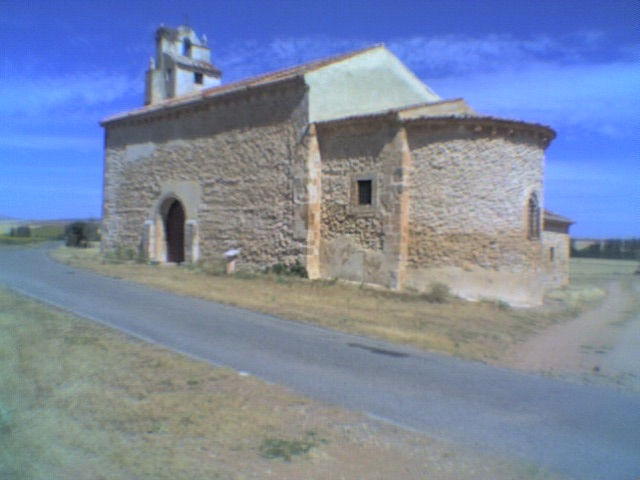
Kapelle von El Corporario

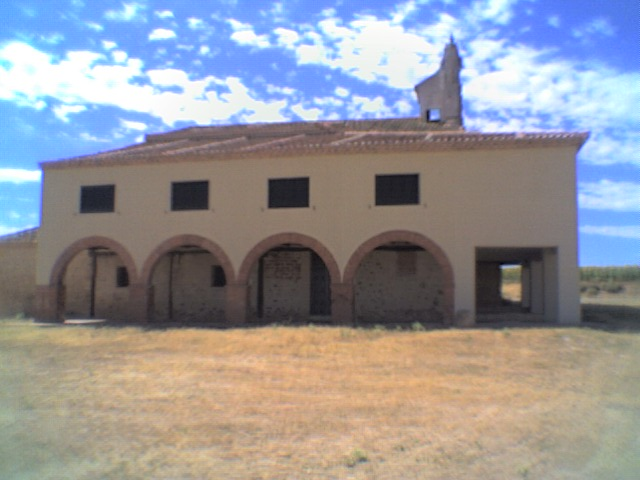
Kapelle von El Corporario

## Kultur

### Erbe
- Romanische Kirche San Juan, in einem Ruinenzustand;
- Kapelle von Santo Cristo del Corporario, wo die gleichnamige Schlacht der Reconquista ausgetragen wurde. Es ist nach einer Schnitzerei von Jesus Christus benannt.[1]

#### Westgotische Nekropole
Mit mehr als 800 Leichen wurde es 1931 von Bauern entdeckt, wobei die erste Ausgrabungskampagne zwischen 1932 und 1935 unter der Leitung von Joaquín María de Navascués und Emilio Camps Cazorla durchgeführt wurde.
Während des Zweiten Weltkriegs leitete Julio Martínez Santa-Olalla die zweite Grabungskampagne mit einer deutschen Delegation unter der Führung von Joachim Werner, einem führenden Mitglied der Archäologie des Dritten Reichs. Die Kampagne erfolgte mit Unterstützung von Heinrich Himmler, für den das Projekt mit einer deutschen arischen Rasse in Verbindung stand.
Am Ende der Kampagne überließ Santa-Olalla die Fundstücke vorübergehend der deutschen Regierung zur Restaurierung. Heute befinden sich diese Stücke in deutschen und österreichischen Museen.

### Feierlichkeiten
- Pfingstwallfahrt in der Einsiedelei Santo Cristo del Corporario.
- Stadtfeste am Wochenende, das dem 15. August am nächsten liegt.